# God of War: Ghost of Sparta
God of War: Ghost of Sparta est un jeu vidéo d'action-aventure et hack n' slash développé par Ready at Dawn Studios et publié par Sony Computer Entertainment (SCE). D'abord sorti le 2 novembre 2010 sur PlayStation Portable aux États-Unis, le jeu arrive en Europe le 3 novembre, soit le lendemain. Sixième opus de la série, il est le quatrième par ordre chronologique. Largement inspiré de la mythologie grecque, le récit se passe en Grèce antique avec la vengeance comme thème central. Le joueur est de nouveau aux commandes de Kratos, le nouveau dieu de la Guerre après avoir battu Arès dans le premier opus. Toujours hanté par les visions de son passé, il décide d'explorer ses origines. Trouvant sa mère Callisto en Atlantide, il découvre que son frère Deimos est toujours en vie et part secourir son frère dans le Domaine de la Mort. Les frères s'unissent pour affronter Thanatos, le dieu de la Mort et tortionnaire de Deimos.
Le gameplay est similaire à celui des opus précédents, avec des combats à base de combo, grâce à l'arme acquise par le protagoniste, les Lames d'Athéna, et une arme secondaire acquise durant le jeu. Les quick time events (QTE) sont toujours présents lors des combats, demandant au joueur de compléter des séquences précises avec la manette en un temps donné pour vaincre certains ennemis et les boss. Le joueur peut utiliser jusqu'à trois attaques magiques ainsi que d'autres options de combat. Ghost of Sparta présente également des éléments de puzzles et de plates-formes. Le système de combat a quant à lui été mis à jour avec plus de gameplay que son prédécesseur sur PSP, God of War: Chains of Olympus.
Ghost of Sparta a reçu des avis positifs de la critique pour son histoire, ses cinématiques et son graphisme, bien que le manque d'innovation par rapport à Chains of Olympus ait été relevé. Le jeu a remporté diverses récompenses, dont celui du "Meilleur Jeu de Poche" et du "Meilleur Jeu PSP" lors de l'Electronic Entertainment Expo de 2010 ; ainsi que celui du "Meilleur Jeu de Poche" aux Spike Video Game Awards de 2010. En juin 2012, le jeu s'est vendu à plus 1,2 million d'exemplaires, faisant de lui le quinzième jeu le plus vendu de l'histoire de la PlayStation Portable. Avec Chains of Olympus, Ghost of Sparta sera remasterisé et adapté sur PlayStation 3 dans l'opus God of War: Origins Collection, sorti le 16 septembre 2011. En 2012, cette version remasterisée est incluse dans le jeu God of War Saga, également sorti sur PlayStation 3.

## Trame

### Univers
Comme pour les opus précédents de la franchise, God of War: Ghost of Sparta se situe dans une version alternative de la Grèce antique, peuplée par les dieux Olympiens et autres créatures de la mythologie grecque. Les événements du jeu se situent entre ceux de God of War (2005) et Betrayal (2007). Plusieurs lieux sont explorés, incluant la cité légendaire de l'Atlantide, le volcan Méthana, Sparte, Héraklion et d'autres lieux fictifs, tels que le Domaine de la Mort et le Pic du Suicide, le lieu d'où Kratos avait sauté dans le premier opus.

### Personnages
Le protagoniste du jeu est Kratos (interprété par Terrence C. Carson), le nouveau dieu de la Guerre après tué le précédent, Arès (Steven Blum). Parmi les autres personnages, on trouve Athéna (Erin Torpey), la déesse de la Sagesse qui tente de dissuader Kratos d'explorer son passé ; Deimos (Mark Deklin), le jeune frère de Kratos qui a été emprisonné au Domaine de la Mort ; Thanatos (Arthur Burghardt), le dieu de la Mort et principal antagoniste ; Callisto (Deanna Hurstold), la mère de Kratos et Deimos ; Théra (Dee Dee Rescher), une Titanide emprisonnée sous le volcan Méthana ; et Érinyes (Erin Torpey et Jennifer Hale), la fille de Thanatos. Les personnages mineurs incluent Lanée (Fred Tatasciore) ; le Roi Midas (Fred Tatasciore), qui peut changer ce qu'il touche en or ; le fossoyeur (Paul Eiding), qui prévient Kratos de ne pas énerver les dieux ; un loyal soldat spartiate (Gideon Emery) ; et Poséidon (Gideon Emery).

### Intrigue
Après avoir terrassé Arès, Kratos a pris sa place en tant que nouveau dieu de la Guerre. Mais toujours hanté par des visions de son passé de mortel, il décide de se rendre en Atlantide, contre le conseil d'Athéna. Juste avant d'arriver dans la cité, le navire de Kratos est détruit par Scylla. Le Spartiate se dirige au Temple de Poséidon, où il rencontre sa mère, Callisto, qu'il n'a pas vu depuis des années. Celle-ci lui révèle que son frère Deimos est toujours en vie, prisonnier du Domaine de la Mort et lui donne des instructions pour le sauver. Quand elle s'apprête à révéler l'identité du père de Kratos, elle se transforme en un monstre que son fils est obligé de tuer.
Une série de flashbacks révèle que l'Oracle a prédit que la chute de l'Olympe ne serait pas due aux Titans, pourtant ivres de vengeance après leur défaite lors de la Grande Guerre, mais à un mortel, un soldat marqué. Zeus et Arès pensent que ce guerrier est Deimos, le jeune frère de Kratos, qui possède une étrange marque de naissance. Arès, avec Athéna à ses côtés, interrompt l'entraînement des deux frères et kidnappe Deimos. Kratos tente de l'arrêter mais est immédiatement vaincu par le dieu de la Guerre, qui lui inflige sa cicatrice à l'œil droit. Le jeune Spartiate ne doit sa survie qu'à Athéna qui empêche Arès de l'achever. Emmené au Domaine de la Mort, Deimos est depuis emprisonné et torturé par Thanatos, le dieu de la Mort. En hommage à son frère, Kratos se tatouera une marque rouge, identique à la marque que Deimos possédait.
Après la mort de sa mère, Kratos rencontre la Titanide Théra, emprisonnée au cœur du volcan Méthana. Il parvient ensuite à terrasser Scylla mais le choc de leur combat et l'éruption du volcan causée par la libération de Théra provoquent la fin de l'Atlantide, qui commence à sombrer sous les eaux. Se dirigeant au Temple d'Athéna, il éclate de rage devant la statue de celle-ci, frustré que les dieux lui ait menti. Quand la déesse tente de calmer Kratos, celui-ci détruit la statue. Il rencontre ensuite le fossoyeur, qu'il n'a pas vu depuis son combat contre Arès à Athènes. Le fossoyeur le prévient de ne pas plus provoquer la colère des dieux.
Décidant de quitter l'Atlantide, Kratos s'aperçoit que plusieurs spartiates ont été sauvagement tués et rencontre ensuite leur meurtrière, Érinyes, la fille de Thanatos. Après un combat intense, Kratos l'a tué et atteint la ville de Sparte, pour continuer sa quête. Sur place, il est confronté à un fidèle d'Arès qui libère le Lion du Pirée pour le tuer. Les tuant tous les deux, Kratos se dirige ensuite vers le temple d'Arès où il observe que des soldats spartiates fidèles à lui détruisent les derniers vestiges en hommage à l'ancien dieu de la Guerre. À l'intérieur, il y affronte son jeune lui et récupère un objet après l'avoir vaincu. Il peut désormais rejoindre le Domaine de la Mort en passant par l'Atlantide, désormais engloutie par la mer. Avant de partir, l'un de ses plus fidèles soldats lui tend un bouclier et une lance, les armes que Kratos utilisait lorsqu'il était encore un soldat.
Sur son chemin vers la cité engloutie, il est d'abord contacté par Thanatos (à travers un mort) qui tente de le dissuader, en vain, de rejoindre son domaine. Kratos rencontre ensuite Midas et le jette dans une chute de lave pour la transformer en or. Il prend ensuite un navire pour se rendre dans les ruines de l'Atlantide. Sur place, il est contacté par Poséidon qui lui adresse sa rancœur pour avoir détruit sa cité bien-aimée. Aux portes du Domaine de la Mort, Kratos est de nouveau contacté par Athéna, qui tente une dernière fois de dissuader Kratos d'y entrer. Lors de la discussion, la déesse demande pardon au Spartiate et celui-ci comprend qu'elle était présente avec Arès lors de l'enlèvement de son frère. Il réitère donc sa volonté de sauver Deimos et ordonne à Athéna de ne pas s'en mêler.
Il entre finalement dans le Domaine de la Mort et libère son frère. Celui-ci est cependant enragé que Kratos ne l'ait pas libéré plus tôt et l'attaque. Au cours de leur duel, Thanatos les interrompt et emmène Deimos au Pic du Suicide. Jeté par le dieu de la Mort de la falaise, Deimos est sauvé par Kratos qui lui offre sa lance et son bouclier. Les deux frères défient ensuite Thanatos qui comprend que le soldat marqué est en réalité Kratos. Durant le combat, Deimos est finalement tué par le dieu de la Mort, ce qui met Kratos dans une rage incontrôlable et lui permet de libérer sa véritable puissance et de terrasser Thanatos.
Après le combat, Kratos prend le corps de son frère avant de l'enterrer dans une tombe déjà creusée par le fossoyeur. Envisageant de sauter de la falaise, avant de renoncer, Kratos se demande ce qu'il est devenu. Le fossoyeur lui répond qu'il est "la Mort... Le destructeur des Mondes", avant de disparaître. Athéna apparaît en personne et s'apprête à donner un pouvoir divin à Kratos mais celui-ci la repousse avant de lui promettre de se venger des dieux. Alors que le dieu de la Guerre retourne au mont Olympe, Athéna murmure : "Pardonne-moi, mon frère". Dans une scène post-générique, le fossoyeur enterre la dépouille de Callisto aux côtés de Deimos et déclare que "maintenant, il n'en reste plus qu'un", devant une troisième tombe vide. La scène finale montre Kratos, dans son armure du dieu de la Guerre, au regard empli de haine.

## Système de jeu
Ghost of Sparta reprend le gameplay utilisé sur l'opus précédent sur PSP : on retrouve de nouvelles prises, en effet, il est désormais possible avec cette version de saisir l'adversaire et de le projeter au sol pour ensuite se ruer sur lui. Le système de jeu rendu moins complexe au niveau des enchaînements offre au joueur la possibilité de créer le maximum de dégâts à l'ennemi.
En ce qui concerne la gestion des armes et des barres d'énergie, le principe reste aussi le même : il faut collecter des orbes sur tout le long du chemin pour améliorer notre artillerie en vue de ne pas être en position de faiblesse face aux adversaires.

## Doublage
- Eric Peter : Kratos
- Marie-Martine : la narratrice
- Philippe Bozo : Deimos
- Laurence Crouzet : Athéna
- Patrick Béthune : Thanatos
- Philippe Catoire : Poséidon
- Bruno Magne : le fossoyeur
- Kelyan Blanc : Kratos jeune
- Benjamin Pascal : le dernier Spartiate / le dissident

## Développement
Il a été annoncé juste avant l'E3 2010 puis montré à ce salon et explicité durant l'IDEF de Cannes 2010.
L'existence d'un frère de Kratos, retenu aux Enfers, est connue depuis le premier jeu, God of War, dans une vidéo débloquée en bonus. Toutefois, les conditions de l'enlèvement de Deimos sont différentes. Dans le premier jeu, il est présenté aux joueurs comme trop faible pour rejoindre l'armée et donc renvoyé dans le désert ou il y mourra. Cette version n'est donc pas canonique dans la série, la véritable étant celle de son enlèvement par Arès.